# Большая Шелковка
Больша́я Шелко́вка — село в Рубцовском районе Алтайского края России. Административный центр Большешелковниковского сельсовета.

## География
Село находится на берегу озера Коростелевское.
Уличная сеть:
В селе 3 улицы: Луговая, Новая и Советская.
Расстояние до
- районного центра Рубцовск 40 км.
- краевого центра Барнаул 305 км.

Ближайшие населённые пункты:
Вторые Коростели 3 км, Ракиты 4 км, Куйбышево 8 км, Малая Шелковка 11 км, Борисовка 17 км, Долино 19 км.

## История
Основано в 1886 году.
В 1865 году для переселенцев, самовольно обживавших пустовавшую местность, было издано положение «О водворении в Алтайский округ государственных крестьян». Оно стало началом начало делению населения округа на старожилов и переселенцев-«новосёлов». В августе 1885 года межевщик Лессин "осмотрел пустолежащее место в Локтевской волости, у кромки Барнаульского бора между деревней Лебяжьей и селением Коростелёвским. Был составлен план «пустолежащего» места с тем, чтобы на этом месте было образовано новое селение — «Шелковникова заимка».
В сентябре 1886 года в Локтевское волостное правление было направлено свидетельство о праве поселения крестьянина Петра Иванова Шелковникова с семейством во вновь образуемую деревню Шелковникову, в которой уже жили новосёлы — 36 душ.
15 октября 1886 года в Земельную часть главного Управления было направлено дело за № 151, в котором говорилось об образовании нового селения Шелковникова при озере Коростелевском. Этот день стал официальной датой образования села.
19.08.1892 года получило статус волости путём отчисления от Локтевской волости Бийского округа селений: Шелковниковское, 2-е Коростелевское, Тополинское, Шадрухинское, Ляпуновское, Угловское, Озерно-Кузнецевское, Кормихинское, Лебяженское, Новоегорьевское и Сростинское с местопребывание волостного правления в селе Шелковниковском.
С 01.01.1895 года волость передана в Змеиногорский уезд. Шелковниквская волость была упразднена в середине 1908 года разделением на три волости: Лаптевскую, Ново-Егорьевскую и Угловскую. с. Шелковниково отошло к Лаптевской волости.
В 1899 году в селе была церковь и две школы — сельская и церковно-приходская. Село состояло из 276 крестьянских и 29 не крестьянских дворов с населением в 2243 человека — 1131 мужчина и 1112 женщин. Земли имелось 15130 десятин.
В 1911 году в селе проводились две ежегодных ярмарки с 24 по 30 июня и с 8 по 14 ноября. Имелось церковно-приходское училище, 6 торговых лавок, хлебозапасный магазин, почтовое отделение, квартира станового пристава, 2 смолокуренных завода, 4 кузницы, 6 ветряных мельниц, 2 маслобойни, казённая винная лавка, 2 паровые мельницы, 2 пивных лавки. Населения 3313 человек на 437 дворов.
В 1898 г. В селе имелась деревянная церковь во имя Казанской Божией Матери, построенная в 1895 (по др. д. в 1894) г. Священником был Сергей Васильевич Бенедиктов, ЗЗ лет, ранее в течение 7 лет учитель земской школы и рукоположённый в священники в 1898 г. Псаломщик 21-летний Константин Михайлович Павлов.
В 1897 г была открыта школа грамоты, в которой обучались 44 мальчика и 24 девочки. Преподавала учительница с 6 классами гимназии, которая получала жалование 180 руб. Школа помещалась в церковной караулке. На 1902 г. в Шелковниковском приходе было 4З42 прихожанина. Священником служил 21-летний Шостак Трифон Игнатьевич, окончивший курс Томской духовной семинарии и рукоположёный 2 сентября 1901 года. (в 19З0 г. репрессирован). Псаломщиком Сергей Васильевич Яковлев, З0 лет. «В селе школа гражданского ведомства и церковно приходская, помещается в собственном здании, учитель в ней Илья Иванович Коваленко окончивший курс Яновичской второклассной церковно приходской школы, жалованья ему от училишнаго совета 216 руб в год».
В 1909—1910 гг в селе была деревянная однопрестольная церковь, построенная в 1905 г. Прихожан 6285 душ. В составе прихода с. Шелковниковское, дер Кругленькая, 1-я и 2-я Коростелевские. Священник Михаил Димитриевич Ершов 46 лет, псаломщик Николай Николаевич Никитин 24 лет.
В 1900 г. в Шелковниковском была открыта Церковно приходская школа, учащихся 1З7 чел. учащие — М. В. Колосъ, оконч. к. в двухкл. сельском училище и М. Я. Кучунова, окончила к. в женской гимназии, получ. жалование по 240 руб каждая.
В 1914 г прихожан 5 615 душ, священник Сергий Федорович Клавдин, 2З лет, окончил Томскую духовную семинарию, рукоположён на священника на настоящее место в 1912 г (в 19З0 г. расстрелян)
На должности псаломщика дьякон Александр Иоанович Сидонский З0 лет, окончивший Бийское катихизаторское училище (в сане диакона с 1912 года, на настоящем месте с того же времени).
По свидетельств очевидцев, в З0-40-х годах 20-го века церковь была очень красива и вид её впечатлял — она была построена из очень толстых сосновых брёвен, стояла на высоком (более метра) фундаменте из белого камня. Выше камня была обшита досками, которые были покрыты позолотой. Колокольня была голубая, купол зелёно-голубой. Кресты, а их было шесть, сияли на солнце — видимо, тоже были позолочены. Имелась широкая паперть (крыльцо) и два входа. Церковь была обнесена кованной оградой на чугнных толстых столбах. Около церкви росла роща из тополей и сосен.
В дальнейшем церковь была разобрана и в настоящее время не существует.
В 1939 году село стало местом ссылки для Теодора Шанина
В 1928 году село Шелковниково было центром Шелковниковского сельсовета Рубцовского округа Сибирского края и состояло из 343 хозяйств, основное население — русские.

## Население
| 1926 | 1931  | 1997 | 1998 | 1999 | 2000 |
| ---- | ----- | ---- | ---- | ---- | ---- |
| 1799 | ↘1207 | ↘434 | →434 | ↗449 | ↗460 |
| 2001 | 2002  | 2003 | 2004 | 2005 | 2006 |
| ↘443 | ↘440  | ↘434 | ↘430 | ↘421 | ↗433 |
| 2007 | 2008  | 2009 | 2010 | 2011 | 2012 |
| ↘429 | ↗438  | ↘401 | ↘395 | ↘393 | →393 |
| 2013 |       |      |      |      |      |
| ↘384 |       |      |      |      |      |